# Union Sportive de Ouagadougou
El Union Sportive de Ouagadougou es un equipo de fútbol de Burkina Faso que participa en la Segunda División de Burkina Faso, la segunda liga de fútbol más importante del país.

## Historia
Fue fundado en julio de 1961 en la capital Ouagadougou por Jean-Pierre Yaméogo, siendo un equipo que ha salido campeón de liga en 2 ocasiones, campeón de copa en 1 oportunidad y 2 veces ganó la supercopa.
A nivel internacional ha participado en 4 ocasiones sin tener grandes resultados.

## Palmarés
- Primera División de Burkina Faso: 2

1967, 1983
- Copa de Burkina Faso: 1

2005
- Super Copa de Burkina Faso: 2

2004/05, 2007/08

## Participación en competiciones de la CAF
| Temporada | Torneo                            | Ronda      | Club                   | Casa | Visita | Global  |
| --------- | --------------------------------- | ---------- | ---------------------- | ---- | ------ | ------- |
| 1968      | Copa Africana de Clubes Campeones | Preliminar | Secteur 6              | 3-1  | 1-1    | 4-2     |
| 1968      | Copa Africana de Clubes Campeones | 1          | Etoile Filante de Lomé | 1-4  | 0-2    | 1-6     |
| 1984      | Copa Africana de Clubes Campeones | Preliminar | Dragons FC de l'Ouémé  | 0-2  | 1-3    | 1-5     |
| 2006      | Copa Confederación de la CAF      | Preliminar | ES Zarzis              | 0-0  | 0-2    | 0-2     |
| 2009      | Copa Confederación de la CAF      | Preliminar | ASC Diaraf             | 0-0  | 1-1    | 1-1 (a) |
| 2009      | Copa Confederación de la CAF      | 1          | Aigle Royal Menoua     | 2-1  | 0-2    | 2-3     |

## Entrenadores
- Isaac Acquaaye (2007)[1]
- Boureima Kaboré (2010)[6]
- Mousso Ouédraogo (2013)[7]
- Boureima Kaboré (2013-2014)[7][8]
- Mousso Ouédraogo (2020-2021)[9][4]
- Boureima Kaboré (2021-presente)[4]